# Rolls-Royce Condor
Роллс-Ройс Кондор (англ. Rolls-Royce Condor) — британський поршневий авиаційний двигун, збільшена версія Eagle об’ємом 35,03 л (2137,5 кубіч. дюйми) і потужністю 750 к.с. (559 кВт). Перший запуск двигуна відбувся у 1918 р., всего было випущено 327 од.

## Варіанти
Condor I
(1920-21 гг.) 600 к.с. (447 кВт), побудовано 72 од.
Condor II (також позначався Condor IA)
(1921 г.) 650 к.с. (485 кВт); змінено передатне відношення редуктора, збільшено ступінь стиску (до 5,17:1); побудовано 34 од.
Condor III
(1923-1927 г.) 650/675 к.с. (485/503 кВт); ступінь стиску збільшено до 6,5:1; перероблено шатуни; побудовано 196 од.
Condor IIIA
(1925 г.) 650/665 к.с. (485/496 кВт); покращено конструкцію і матеріал корінних підшипників.
Condor IIIB
(1930 г.) 650 к.с. (485 кВт), передатне відношення 0,477:1; змінено конструкцію картеру і колінчастого валу.
Condor IV
(1925 г.) 750 к.с. (559 кВт), безредукторний, змінено компоновку двигуна; побудовано 13 од.
Condor IVA
(1927 г.) 750 к.с. (559 кВт), побудовано 9 од.
Condor V
(1925 г.), варіант Condor IIIA із двоступеневим турбокомпресором; побудовано один екземпляр для наземних випробувань.
Condor VII
безредукторний варіант Condor IIIA, побудовано 2 од.
Condor C.I.
(1932 г.) 480 к.с. (358 кВт); варіант із запалюванням від стиску (дизельний), побудовано два екземпляри, що проходили наземні та льотні випробування.

### Дизельнийваріант
У 1932 р. за ініціативи Міністерства авіації було здійснено переробку бензинового Condor у дизельний. Роботи провадилися Королівським авіаційним інститутом у Фарнборо у співпраці з компанією Rolls-Royce Limited. Компоновку, діаметр циліндрів і хід поршнів лишили без змін, однак ступінь стиску збільшили до 12,5:1. Оскільки зростання навантажень вимагало посилення конструкції, маса двигуна виросла до 682 кг. На максимальному режимі (2000 об/хв.) двигун розвивав 500 к.с. (373 кВт), питома потужність при цьому становила 0,73 к.с./кг.
Condor C.I. став другим у Британії двигуном, який витримав 50-годинний тест для громадських дизелів. До нього це вдалося лише значно більшому за габаритами Beardmore Tornado, створеному для дирижабля R-101. Дизельний Condor проходив випробування на літаку Hawker Horsley з метою практичного вивчення роботи дизеля під час польоту.

## Застосування

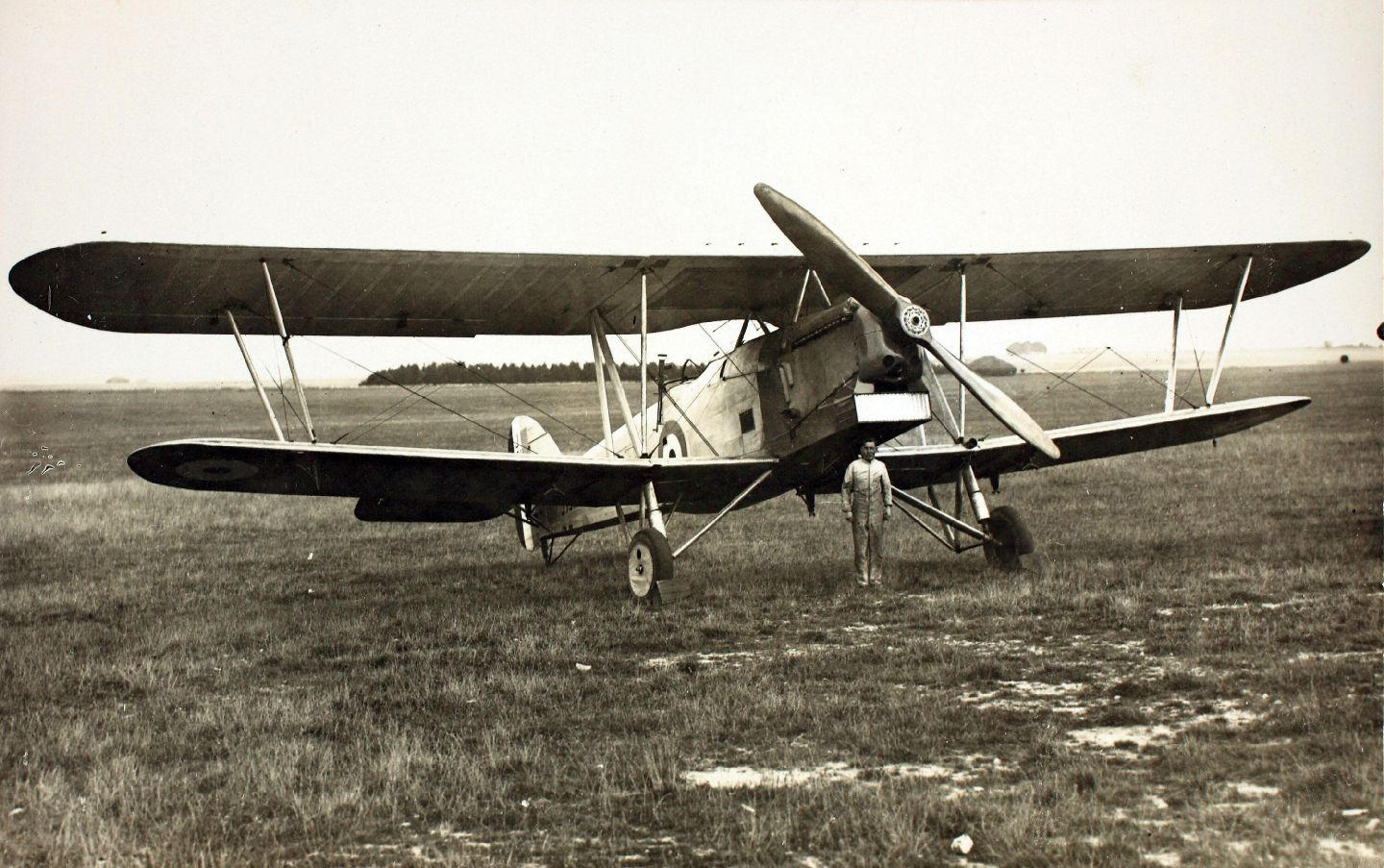
Бомбардувальник Hawker Horsley — найбільш масовий літак з двигунами Condor

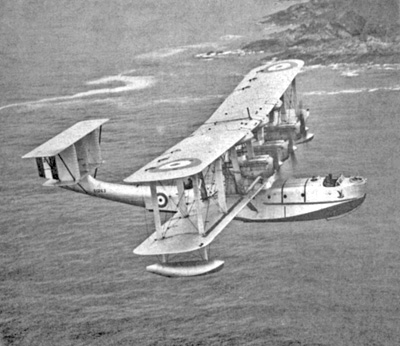
Літаючий човен Blackburn Iris Mk.III

| - Avro Aldershot - Avro Andover - Avro Ava - Beardmore Inflexible - Blackburn Iris - Bristol Berkeley - de Havilland DH.27 Derby - de Havilland DH.54 Highclere - de Havilland DH.14 Okapi - Fairey Fremantle - Fairey N.4 - Handley Page Handcross | - Hawker Hornbill - Hawker Horsley - Rohrbach Ro V Rocco - Saunders Valkyrie - Short Singapore - Vickers Valentia - Vickers Vanguard - Vickers Vixen - Vickers Virginia - Westland Yeovil - Дирижабль R100 |